# Kevin LaVallée
Kevin A. LaVallée (Sudbury, 16 settembre 1961) è un ex hockeista su ghiaccio canadese.

## Carriera
Ebbe una buona carriera in NHL, dove era approdato grazie ai Calgary Flames che lo avevano scelto al secondo giro al draft 1980, raccogliendo quasi 400 presenze con le maglie dei Flames, dei Los Angeles Kings, dei St. Louis Blues e dei Pittsburgh Penguins.
Preferì poi trasferirsi in Europa, dove ha giocato in Lega Nazionale A (SC Berna, HC Ajoie e HC Davos), Serie A (Milano Saima, con cui vinse lo scudetto 1990-1991), Bundesliga austriaca (Innsbrucker EV, con cui vinse il titolo nel 1988-1989) e nel massimo campionato tedesco, sia quando questo era denominato Eishockey-Bundesliga che dopo il cambio di format e di denominazione in Deutsche Eishockey Liga (Ratinger Löwen, Düsseldorfer EG e Hannover Scorpions). Ha vestito anche la maglia degli Ayr Raiders nella Autumn Cup 1992-1993.

## Palmarès
- Campionato austriaco: 1

Innsbrucker EV: 1988-1989
- Campionato italiano: 1

Milano Saima: 1990-1991